# 베니 블랑코
베니 블랑코(영어: Benny Blanco, 1988년 3월 8일 ~ )는 미국의 음악 프로듀서이다. 그는 송라이터 명예의 전당으로부터 2013년 할 데이비드 스타라이트 상을 받았다. 그는 또한 BMI 올해의 작곡가상과 2017년 아이하트 라디오 올해의 프로듀서상을 5번이나 수상했다.
블랑코는 처음에 작곡가이자 프로듀서인 닥터 루크에 의해 멘토링을 받았고, 그는 블랑코를 그의 제작 회사인 카스 머니 프로덕션스와 계약했다. 그의 지도 하에 있는 동안, 블랑코는 2000년대 후반과 그 이후에 다수의 히트 싱글을 공동 제작하고 공동 작곡했다. 블랑코는 에드 시런, 저스틴 비버, 할시, 케이티 페리, 마룬 5, 케샤, 브리트니 스피어스, 리한나, 시아, 위켄드, 아비치, 셀레나 고메즈, 애덤 램버트, 찰리 푸스, 키스 어번, 토리 레인즈, 위즈 칼리파, 카니예 웨스트, J 발빈 그리고 주스 월드를 포함한 아티스트들과의 작업을 통해 전 세계적으로 5억 장 이상의 음반 판매에 기여했다. 2018년 7월, 블랑코는 싱어송라이터 할시와 칼리드와 함께 리드 아티스트로 데뷔 싱글 〈Eastside〉를 발매했다. 이 곡은 빌보드 핫 100에서 9위로 정점을 찍었고, 블랑코가 아티스트로 인정받은 첫 번째 10위 곡과 작가로 인정받은 27번째 10위 곡으로, 총 7개의 1위를 포함했다. 〈Eastside〉는 뉴질랜드, 아일랜드, 싱가포르, 그리고 영국에서 차트 1위를 차지했고 호주, 캐나다, 덴마크, 그리고 노르웨이를 포함한 몇몇 다른 나라들에서 차트 상위 10위 안에 정점을 찍었다.
블랑코는 인터스코프 레코드, 매드 러브 레코드, 프렌즈 킵 시크릿과 협업한 두 개의 레이블의 설립자이기도 하다.